# 斎藤次郎
斎藤 次郎（さいとう じろう 、1936年〈昭和11年〉1月15日 - ）は、日本の大蔵官僚、実業家。大蔵事務次官、東京金融取引所代表取締役社長、日本郵政代表執行役社長を歴任。血液型はA型。

## 来歴
関東州・大連市出身。父親は満鉄調査部に勤務していた。第二次世界大戦終結後の1948年に内地に引揚げ、成城中学校（新宿区）から東京都立新宿高等学校に進学。新宿高校3年次に東京大学旧文科一類（現在の文科一類と文科二類の前身）を受けるも不合格となる。その後は浪人。予備校に通わなかったが、模試では常に5番目になっていた。東京大学法学部第1類（私法コース）時代は3Bという教室に在籍しており、大蔵省同期となる日吉章らがいた。東大法学部第1類（私法コース）在学中に国家公務員上級甲種試験（法律）を3番目で合格し、司法試験も8番目で合格。東大法学部第1類（私法コース）卒業。1959年（昭和34年）、大蔵省に入省。
主に主計畑を歩み、経済企画庁長官官房長、大蔵省大臣官房長、主計局長を経て、1995年5月まで大蔵事務次官を務め、大物次官と言われた。その政策スタンスは吉野良彦に連なるといわれている。同年、異例ともいえる前倒しの形で事務次官を辞任。
2000年5月より東京金融先物取引所理事長に就任した。2009年10月、西川善文の後任として亀井静香金融・郵政改革担当大臣の要請により日本郵政社長に就任した。
2012年12月19日付で社長を退任した。

## 施策・人物

### 大蔵省
竹下内閣時代に小沢一郎内閣官房副長官と出会い、近い関係となる。「デンさん」ないし「デンスケ」などと呼ばれたが、その猪突猛進の言動から大宮敏充が演じるキャラクターに擬せられたとも、麻雀で上がる時にデーンと掛け声を発した為とも言われる。
主計局総務課で企画担当の主計官だった時に景気の急速な悪化が災いし、巨大な歳入欠陥が出た。この問題が尾を引き、渡辺美智雄蔵相が辞意を表明する騒ぎにまで発展した。歳入担当の斎藤は、歳入の見積もり問題で、当時の主税局総務課長だった内海孚とせめぎ合いを演じた。内海曰く「強引な男と言われているようですが、そんなことはなかった。人の話を聞いて物事を詰めていくタイプですよ。その頃から、予算を背負って立つんだという気概を感じましたね」と語っていた。
第2次海部改造内閣時代の1991年1月24日に決定された湾岸戦争への90億ドルの資金供出には、小沢自民党幹事長と共に石油税と法人税の一時的増税で賄ったのに始まり、主計局長在任中の宮沢内閣時代に小沢、牧野徹建設事務次官（のちに小泉内閣で内閣総理大臣補佐官）らと練り上げた「国際貢献税」構想を打ち出し、その後の非自民の連立細川内閣時代においても、連立政権のエンジン役を務めた小沢と共に「国民福祉税」構想をぶち上げた。
これは1994年2月2日深夜に細川護煕首相自らテレビで発表したもので、消費税を3%から7%に増税、使途も福祉目的とするものであった。名称も国民世論の反発も考慮した細川政権を支えた当時の非自民各党の意向を踏まえたものであったが、国際貢献税、国民福祉税両方とも、大蔵省の裁量による増税が可能だったことや、ほとんどの国民が寝静まった深夜に不意打ちのようなテレビ会見での増税構想を表明したことへの反発も相俟って内外から激烈な非難を浴びてわずか数日で白紙撤回となった。このような強引な政治手法は閣僚からも批判され、国民福祉税では武村正義官房長官など、連立政権内部での合意が得られていなかったことから、その後の細川連立政権崩壊の引き金となった。一方で、大蔵省では「10年に1人の大物次官」と呼ばれた。
1994年、自社さ連立政権の村山内閣が誕生し、自民党が与党に復帰。斎藤次官ら主計局は増減税一体案を提出。これに対して、ときの蔵相・武村正義が分離案を固持、新党さきがけが税制大綱への行財政改革明記による改革案を提示し対立。斎藤と共に「SKコンビ」と呼称された通産事務次官の熊野英昭と共に、両省の思惑も絡みながら協働して主だった政界関係者の間を動くが、ときの住専処理など一連の「大蔵スキャンダル」も噴出し、村山内閣時代に次官を辞任した。時の加藤紘一自民党幹事長らは増減税一体案を維持するも、国民福祉税構想のぶち上げ方など一連の小沢・斎藤らの強引な手法を危惧し、小沢路線に乗っかると国民世論の反発を買うとして篠沢の次の次官に国税庁長官だった小川是を後押ししたとされている。
その後も、篠沢恭助が戦後2番目の短さで次官を辞任するなど、「斎藤組」らの主計人脈は冷遇をかこった。
次官退任後は財政金融研究所顧問、研究情報基金理事長、国際金融情報センター顧問などを経て、2000年に東京金融先物取引所理事長（2004年に民営化で社長となる）に就任したが、「10年に1人の大物次官」にふさわしい天下り先は用意されなかった。大蔵省内では斎藤は部下に罪を被せたと厳しく批判されたことや、自民党が政権復帰したことが背景にあった。

### 大連立構想
2007年11月、自民党の福田康夫と民主党の小沢一郎の間で取り沙汰された、大連立内閣を組む大連立構想において、渡辺恒雄とともに仲立ちした一人として暗に名前があがった。その後2021年に行われた渡辺に対するインタビューで、渡辺は斎藤の関与を明言した。

### 日本郵政社長
2009年10月21日辞任を表明した日本郵政の西川善文社長の後任に起用することが内定した。起用の理由について亀井静香郵政担当相は、「新政権の郵政民営化の抜本見直しについて、ほぼ同じ考えを持っている」と述べた。民主党政権下で焦点の日本郵政社長に起用された。この天下り人事については小沢民主党幹事長の強い意向が働いたとの見方がある。国会同意人事において、計6人の人事において官僚OBの起用に対し、民主党が天下りを理由に強く反対して実現しなかったことや、官僚OBの独立行政法人への再就職について9月末に原則禁止が決まったことを理由に、衆院選のマニフェスト「天下り根絶」の方針と矛盾すると批判された。2012年12月16日の第46回衆議院議員総選挙で自民党が圧勝し、政権与党に復帰、第2次安倍内閣の発足（12月26日）を迎えようとしているところ、12月19日、突如、斎藤は記者会見を開き、任期を6か月残している中での社長退任と次期社長に坂篤郎（大蔵省OB）が就任する旨の発表を行った。一部からは政権の間隙を狙ったものとみられ、与党幹部からも強い批判がなされた。

## 大蔵省同期
同期に土田正顕（東証初代社長、国税庁長官）、大須敏生（理財局長）、公文宏（国土事務次官、内閣官房内閣内政審議室長）、日吉章（AJDA理事長、防衛事務次官）、岩崎文哉（印刷局長）、米倉明（東大法学部名誉教授）、永谷敬三（ブリティッシュコロンビア大学名誉教授）ら。

## 親族
稲垣光隆・国税庁長官は娘婿。

## 略歴

### 学歴
- 1951年3月 - 成城中学校卒業
- 1954年3月 - 都立新宿高等学校卒業
- 1959年3月 - 東京大学法学部卒業。加藤一郎ゼミ（民法）

### 職歴
- 1959年4月 - 大蔵省入省（主計局総務課）
- 1961年6月 - 近畿財務局理財部
- 1962年6月 - 東京国税局調査査察部
- 1963年4月 - 大臣官房調査課
- 1964年4月 - 関税局総務課係長
- 1965年2月 - 国際観光振興会出向 フランクフルト駐在
- 1968年8月 - 主計局法規課課長補佐
- 1970年7月 - 主計局主計官補佐（建設係）
- 1972年6月 - 主計局総務課課長補佐（歳入・企画）[19]
- 1973年7月 - 主計局総務課課長補佐（企画）[20]
- 1974年7月 - 理財局資金第一課長補佐（総括・企画・調査）[21]
- 1975年7月 - 外務省研修所
- 1976年7月 - 在ドイツ連邦大使館参事官
- 1979年7月10日 - 主計局主計官兼主計局総務課（企画）
- 1982年 - 主計局主計官（建設・公共事業担当）
- 1983年6月7日 - 主計局総務課長
- 1983年6月16日 - 主計局総務課長兼主計局調査課長
- 1983年6月21日 -主計局総務課長
- 1984年6月22日 - 大臣官房文書課長兼会計事務職員研修所長[22]
- 1985年6月28日 - 近畿財務局長
- 1986年6月10日 - 主計局次長（次席）（地方財政、農林、公共事業担当）[23]
- 1987年8月5日 - 主計局次長（筆頭）
- 1988年6月15日 - 経済企画庁官房長
- 1990年6月29日 - 大臣官房長
- 1991年6月11日 - 主計局長
- 1993年6月25日 - 事務次官。
- 1995年5月26日 - 退任[24]
- 1995年5月26日 - 旧大蔵省 財政金融研究所 顧問
- 1995年 - 社団法人研究情報基金 理事長
- 1995年 - 財団法人国際金融情報センター 顧問
- 2000年5月 - 東京金融先物取引所理事長就任[24]
- 2004年4月 - 東京金融先物取引所株式会社化に伴い社長に[24]
- 2009年10月 - 日本郵政代表執行役社長[24]
- 2012年12月 - 日本郵政社長退任
- 2018年11月 - 瑞宝重光章を受章